# Pick-tétel

b = 7, k = 8,
T = b + k/2 − 1 = 10

A Pick-tétel egy diszkrét geometria témakörébe tartozó tétel. Először Georg Alexander Pick publikálta 1899-ben. A tétel egy rácssokszög területét adja meg a belsejében és az oldalain található rácspontok számából:
{\displaystyle T=b+k/2-1}
ahol b a belsejében, k az oldalain és a csúcsain található rácspontok számát jelöli.

## Bizonyítás
Legyen a rácssokszög csúcsainak száma n, élein található rácspontok száma e, belsejében található rácspontok száma b. Osszuk fel a rácssokszöget maximális számú, átfedés nélküli üres rácsháromszögre! (Ahol az üres alatt azt értjük, hogy se a belsejében, se az oldalain nem tartalmaz rácspontot.) Mivel minden rácspont kizárólag csúcson lesz, élen vagy belül nem, a körülötte levő szögek mind a háromszögek csúcsainál levő szögek lesznek. Felhasználva, hogy egy háromszög szögeinek összege 180°, és hogy egy n-szög belső szögeinek összege (n-2)*180°, azt kapjuk, hogy bármilyen felosztásnál pontosan {\displaystyle 2b+e+n-2} üres rácsháromszög keletkezik.
Most szükségünk lesz egy lemmára: minden üres rácsháromszög területe ½.
A területét alulról korlátozhatjuk például vektoriális szorzással. Mivel minden csúcsának koordinátája egész, egyik csúcsát origónak véve a területe
{\displaystyle T={\frac {|a_{x}b_{y}-a_{y}b_{x}|}{2}}}
amely érték nem kisebb ½.-nél. A területet felülről korlátozhatjuk például egy ismert területű rácssokszög felvételével. Ha adott egy tetszőleges üres rácsháromszög, vegyünk fel köré egy megfelelően nagy, k oldalhosszú négyzetet. Osszuk fel a négyzetet üres rácsháromszögekre, hogy az általunk kiválasztott rácsháromszög is köztük legyen.
N = 2 · (k-1)2 + 4 · (k-1) + (4 - 2) = 2 k2
darab üres rácsháromszögre bontható föl egy k2 területű négyzet, tehát minden benne lévő üres rácsháromszög területe, és így az általunk belátni kívánté is ½.
Tehát egy rácssokszög területe:
T = ½ · (2 b + e + (n - 2)) = b + ½ k -1